# Maria Benktzon
Maria Benktzon, född 1946 i Nyköping, är en svensk industriformgivare. Hon är medgrundare av Veryday, tidigare Ergonomidesign, i Stockholm.
Hon är bland annat aktiv inom design för alla och har varit inblandad i ett flertal pionjärarbeten, till exempel den första vinklade brödkniven för Gustavsberg (1974).
År 1972 utförde Maria Benktzon och Sven-Eric Juhlin  ingående ergonomiska och fysiologiska studier för att undersöka greppvänligheten av bland annat knivar och brödsågar. Detta ledde till banbrytande insatser för att höja standarden på hjälpmedel för funktionshindrade . Resultatet blev en lång rad ergonomiskt formgivna föremål som rönt stor internationell uppmärksamhet för RFSU Rehab, Bahco, BabyBjörn, Pfizer och många andra, varav flera finns representerade på museum. Ett av föremålen är världens första vinklade kökskniv, som gjordes för Gustavsberg 1973.
Den droppfria serveringskannan för SAS från 1988 togs fram av Maria Benktzon och Sven-Eric Juhlin. Kannan har tillverkats i över 500 000 exemplar och används av ett 30-tal flygbolag världen över. Den följdes upp av ett ergonomiskt utformat serveringsset 1992 och av en juicekanna 1994.
Benktzon finns representerad vid bland annat 
Nationalmuseum i Stockholm, på Museum of Modern Art (MoMA) i New York, KODE kunstmuseer og komponisthjem  Nasjonalmuseet, designsamlingene, Röhsska museet samt på Design Museum i London.